# Konrad Stauss

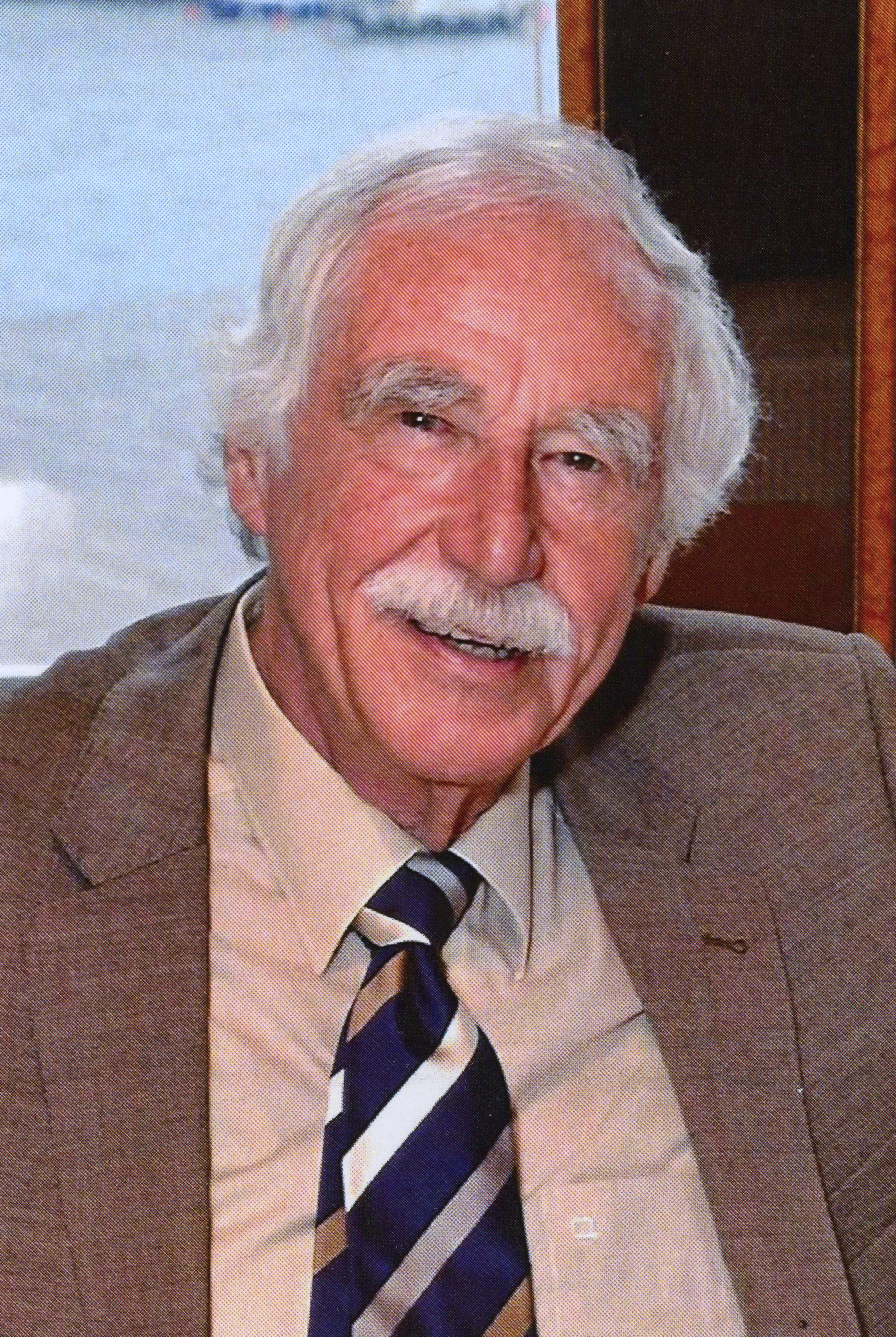
Konrad Stauss, 2016

Konrad Stauss (* 16. März 1943 in Stuttgart; † 29. August 2016 in Bad Grönenbach) war Facharzt für Psychotherapeutische Medizin, Facharzt für Psychiatrie, Facharzt für Neurologie und Rehabilitationswesen. Stauss gründete die Klinik für psychosomatische Medizin Bad Grönenbach und leitete sie als ärztlicher Direktor. An der Süddeutschen Akademie für Psychotherapie arbeitete er als Dozent zur Weiterbildung für Ärzte und Psychologen.

## Werdegang
Konrad Stauss wurde 1943 in Stuttgart geboren und wuchs dort auch auf. Er studierte Medizin in Tübingen, Wien und Münster und promovierte 1970 in Münster. Von 1972 bis 1975 arbeitete er am Landeskrankenhaus Lengerich (heute „LWL-Klinik Lengerich“) mit Ausbildung in Verhaltenstherapie (1974) und Ausbildung zum Facharzt für Neurologie und Psychiatrie (1976). Von 1975 bis 1978 arbeitete er in der Psychosomatischen Klinik Bad Herrenalb und erwarb den Zusatztitel „Psychotherapie“ (1978). Von 1978 bis 1979 arbeitete er an der Universität Bad Homburg. Von 1979 bis 2000 leitete er die Psychosomatische Klinik Bad Grönenbach. Es folgten die Qualifikation zum Facharzt für Psychotherapeutische Medizin (1994), Zusatztitel „Rehabilitationswesen“ (1996) und Anerkennung als Supervisor für Psychotherapeutische Medizin (1996).

## Bad Herrenalb
„Konni“ Stauss war 1975 bis 1978 Assistenzarzt und später Oberarzt bei Walther Lechler in der Psychosomatischen Klinik Bad Herrenalb. Dort lernte er das Bad Herrenalber Modell und die Therapeutische Gemeinschaft, das 12-Schritte-Programm und die Casriel-Therapie kennen. Das Konzept passte gut zur damaligen Psychiatrie-Enquête (1975), der Abkehr von Verwahrung hin zur Sozialpsychiatrie. In der therapeutischen Arbeit mit psychisch Kranken und Süchtigen aller Art war das Leben in therapeutischer Gemeinschaft als besonders wirkungsvoll bekannt.

## Bonding-Therapie
Stauss trug wesentlich zur Verbreitung der Bonding-Therapie bei und beschrieb die Methode und deren Hintergründe in seinem Buch „Bondingpsychotherapie“ in modernen psychologischen Begriffen auf der Grundlage der Konsistenztheorie von Grawe, der Bindungstheorie, der modernen Hirnforschung und des Prozess-Erfahrungsansatzes von Greenberg (1984) und Elliot (1999).

## Psychosomatische Klinik Bad Grönenbach
Konrad Stauss übernahm 1979 die Psychosomatische Klinik Bad Grönenbach. Über 20 Jahre bis 2000 leitete und prägte er die Klinik als ärztlicher Direktor. Sowohl das Herrenalber Modell und die Therapeutische Gemeinschaft als auch die Bonding-Therapie sowie das 12-Schritte-Programm waren Grundlage der Arbeit. Das Haus hatte 175 Betten, 120 Mitarbeiter begleiteten die Patienten auf ihrem Weg. Grönenbach gehörte bis 2000 zu den Kliniken, die nach dem Herrenalber Modell arbeiteten. Die Klinik hatte eine wechselhafte Besitzer-Geschichte: erst „Bad Berleburger Kurkliniken“, umfirmiert in „Wittgensteiner Kuranstalt GmbH“, dann verkauft an die „Helios-Kliniken“ und heute im Besitz von Fresenius.
Auch weit über die Klinik hinaus gab Stauss in unzähligen Vorträgen seine Erfahrung weiter, an Patienten befreundeter Kliniken, an Kollegen, und auf öffentlichen Veranstaltungen. Seit 1991 arbeitete er als Dozent an der Süddeutschen Akademie für Psychotherapie. 2000 übernahm Jürgen Klingelhöfer, der seit 1980 zum therapeutischen Team gehörte, die ärztliche Leitung bis 2006. Die Arbeit der Klinik wird heute von Dr. Jochen von Wahlert, ehemaliger Arzt, Oberarzt bei Konrad Stauss und später bei Klingelhöfer, nun in der Psychosomatischen Privatklinik Bad Grönenbach weitergeführt.

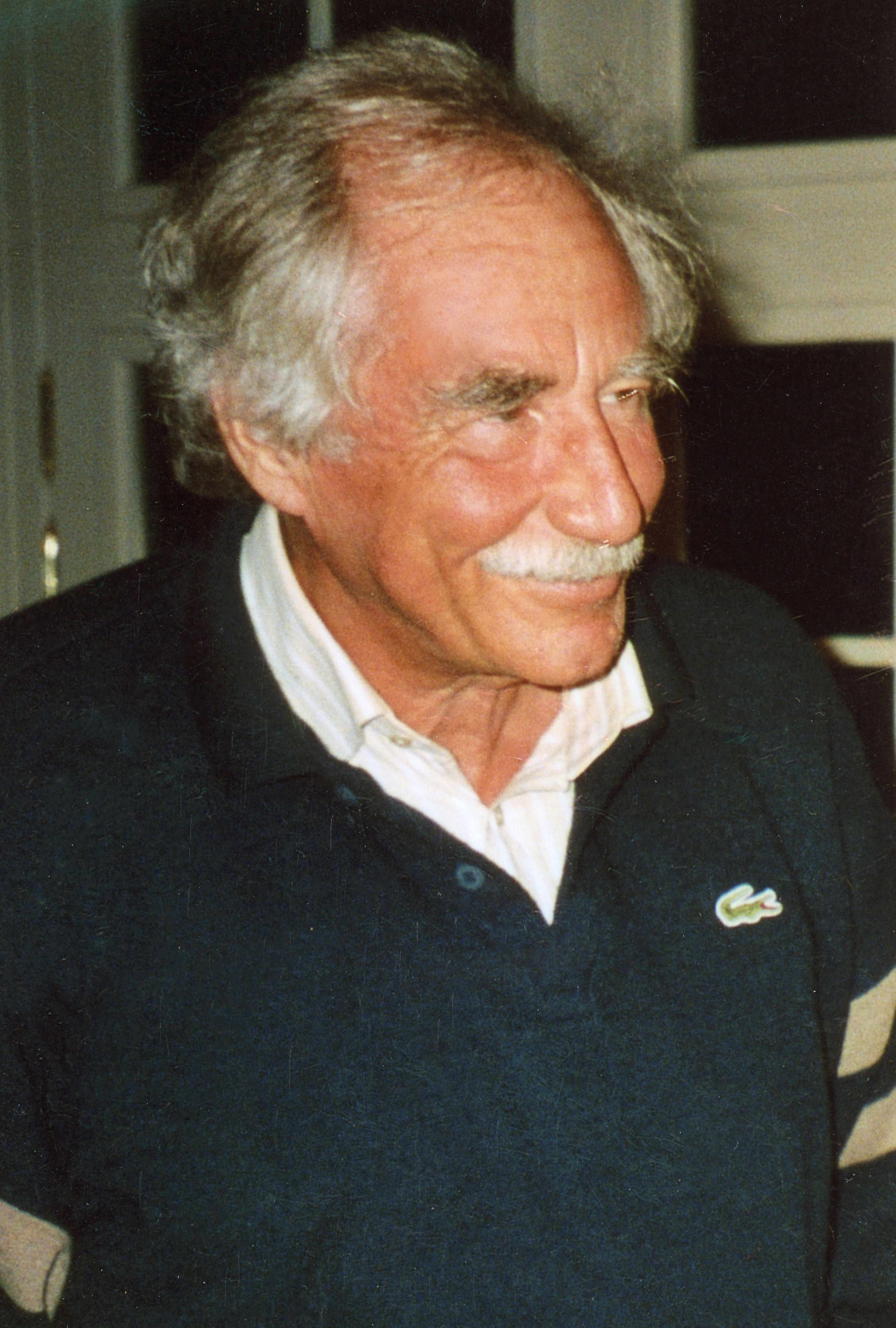
Konrad Stauss, 2006

## Vergebung und Versöhnung
In den letzten Jahren hat sich Konrad Stauss intensiv mit den Themen Vergebungs- und Schuldkompetenz auseinandergesetzt. Ziel ist die Bewältigung von passiv erlittener Schuld und aktiv begangener Schuld. Dabei sind Vergebungs- und Schuldkompetenz die Voraussetzung zur Versöhnung. Er gründete das „Netzwerk Vergebung und Versöhnung“ und bildete Therapeuten aus. Stauss schreibt:

„Die meisten seelischen Verwundungen werden auf dem ‚Schlachtfeld der Liebe‘ geschlagen. Auf diesem Schlachtfeld töten, verletzen, verraten, belügen und betrügen sich die Menschen gegenseitig. Sie kränken und werden gekränkt. Sie enttäuschen und werden enttäuscht. Mal sind sie Opfer, mal Täter. Sie schlagen sich tiefe körperliche und seelische Wunden.“

„In der Versöhnung treten Opfer und Täter in einen Dialog, um  miteinander Frieden zu schliessen. So der idealtypische Prozess. Oft aber gelingt Versöhnung nicht, weil entweder der Täter oder das Opfer dazu nicht bereit sind oder es aus anderen Gründen nicht können. Trotzdem gibt es den Weg der Vergebung für das Opfer und den Weg der  Selbstvergebung für den Täter, um seinen inneren Frieden zu erlangen. Mit Selbstvergebung ist der Prozess gemeint, den man durchlaufen kann, um sich trotz der Schuld selbst anzunehmen und zu akzeptieren.
[…] Vor der Versöhnung kommt der Prozess der Vergebung von Seiten des Opfers und der Weg der Schuldbewältigung von Seiten des Täters. Beide Prozesse sind vorwiegend innerseelische Prozesse zur Reinigung des Herzens (puritas cordis), um versöhnungsfähig zu werden.“

Der Weg der Versöhnung besteht aus sieben Schritten:
1. Der Weg des Kreuzes
2. Der Weg der Anklage
3. Der Weg der Empathie
4. Der Weg der Barmherzigkeit
5. Der Weg des Heiligen
6. Der Weg der Aufrechterhaltung der Vergebung
7. Der Weg der Versöhnung